# 早崎あすか
早崎 あすか（はやざき あすか、旧姓：太田（おおた））は、日本の作曲家。ゲームミュージックを主に手掛ける。2003年任天堂入社、同情報開発本部所属。得意楽器はピアノである。

## 作品
太字表記の作品は、メインで担当したタイトル。
| 年   | タイトル                             | その他                                            |
| ---- | ------------------------------------ | ------------------------------------------------- |
| 2004 | ゼルダの伝説 4つの剣+                | 近藤浩治と共同                                    |
| 2005 | キャッチ!タッチ!ヨッシー!            | 戸高一生・峰岸透と共同                            |
| 2005 | おいでよ どうぶつの森                | 戸高一生と共同                                    |
| 2006 | New スーパーマリオブラザーズ         | 若井淑・近藤浩治と共同                            |
| 2006 | ゼルダの伝説 トワイライトプリンセス  | 峰岸透・近藤浩治と共同                            |
| 2008 | 大乱闘スマッシュブラザーズX          | 原曲アレンジ担当                                  |
| 2008 | マリオカートWii                      | 永松亮と共同                                      |
| 2009 | Wii Fit Plus                         |                                                   |
| 2009 | ゼルダの伝説 大地の汽笛              | 峰岸透・富永真央・近藤浩治と共同                  |
| 2011 | nintendogs + cats                    |                                                   |
| 2011 | スーパーマリオ 3Dランド              | 横田真人・はまたけしと共同                        |
| 2013 | ピクミン3                            | 朝日温子・若井淑と共同                            |
| 2013 | ゼルダの伝説 風のタクト HD           | 永田権太・若井淑・朝日温子と共同                  |
| 2014 | 大乱闘スマッシュブラザーズ for Wii U | 原曲アレンジ担当                                  |
| 2015 | スーパーマリオメーカー               | 近藤浩治・久保直人と共同                          |
| 2016 | スターフォックス ガード              | サウンドサポート担当                              |
| 2017 | マリオカート8 デラックス             | 藤井志帆・朝日温子・永松亮・岩田恭明・他3名と共同 |
| 2019 | リングフィット アドベンチャー        | 後田信二・三好真亜沙・藤井志帆と共同              |